# Pneumida argenteofasciata
Pneumida argenteofasciata là một loài bọ cánh cứng trong họ Cerambycidae.